# ATC kod M02
ATC kod M02 Topikalni proizvodi za zglobove i mišićni bol su terapeutska podgrupa sistema za anatomsko terapeutsko hemijsku klasifikaciju. Ovaj sistem alfanumeričkih kodova je razvio  za klasifikaciju lekova i drugih medicinskih proizvoda.  Podgrupa M02 je deo anatomske grupe M Muskuloskeletalni sistem.

Kodovi za veterinarsku upotrebu (ATCvet kodovi) se mogu formirati stavljanjem slova Q ispred humanih ATC kodova: QM02... ATCvet kodovi bez odgovarajućeg humanog ATC koda su navedeni sa vodećim Q na sledećoj listi.
Nacionalna izdanja ATC klasifikacije mogu da obuhvataju dodatne kodove koji nisu prisutni na ovoj listi.

## M02A Topikalni proizvodi za zglobove i mišićni bol

### M02AA Antiinflamatorni preparati, nesteroidi za topičku upotrebu
M02AA01 Fenilbutazon
M02AA02 Mofebutazon
M02AA03 Klofezon
M02AA04 Oksifenbutazon
M02AA05 Benzidamin
M02AA06 Etofenamat
M02AA07 Piroksikam
M02AA08 Felbinak
M02AA09 Bufeksamak
M02AA10 Ketoprofen
M02AA11 Bendazak
M02AA12 Naproksen
M02AA13 Ibuprofen
M02AA14 Fentiazak
M02AA15 Diklofenak
M02AA16 Feprazon
M02AA17 Nifluminska kiselina
M02AA18 Meklofenaminska kiselina
M02AA19 Flurbiprofen
M02AA21 Tolmetin
M02AA22 Suksibuzon
M02AA23 Indometacin
M02AA24 Nifenazon
M02AA25 Aceklofenak
M02AA26 Nimesulid
QM02AA99 Antiinflamatorni preparati, nesteroidi za topičku upotrebu, kombinacije

### M02ABKapsaicini slični agensi
M02AB01 Kapsaicin
M02AB02 Zukapsaicin

### M02AC Preparati sa derivatimasalicilne kiseline
QM02AC99 Preparati sa derivatima salicilne kiseline, kombinacije

### M02AX Drugi topikalni proizvodi za zglobove i mišićni bol
M02AX02 Tolazolin
M02AX03 Dimetil sulfoksid
M02AX05 Idrocilamid
M02AX10 Razno
QM02AX53 Dimetil sulfoksid, kombinacije